# Svätuš
Svätuš – wieś (obec) na Słowacji położona w kraju koszyckim, w powiecie Sobrance. Pierwsze wzmianki o miejscowości pochodzą z 1386 roku.
Według danych z dnia 31 grudnia 2012 roku, wieś zamieszkiwało 113 osób, w tym 59 kobiet i 54 mężczyzn.
W 2001 roku rozkład populacji względem narodowości i przynależności etnicznej wyglądał następująco:
- Słowacy – 98,46%
- Ukraińcy – 0,77%
- Węgrzy – 0,77%

Ze względu na wyznawaną religię struktura mieszkańców kształtowała się w 2001 roku następująco:
- Katolicy rzymscy – 3,08%
- Grekokatolicy – 3,85%
- Ewangelicy – 0%[a]
- Prawosławni – 0,77%
- Ateiści – 4,62%